# Estado termodinámico
En termodinámica, un estado termodinámico de un sistema es su condición en un momento específico; es decir, completamente identificado por los valores de un conjunto adecuado de parámetros conocidos como variables de estado, parámetros de estado o variables termodinámicas. Una vez que se ha especificado dicho conjunto de valores de variables termodinámicas para un sistema, los valores de todas las propiedades termodinámicas del sistema quedan determinadas de forma única. Por lo general, de forma predeterminada, se considera que un estado termodinámico es uno de equilibrio termodinámico. Esto significa que el estado no es simplemente la condición del sistema en un momento específico, sino que la condición es la misma, inmutable, durante un período de tiempo indefinidamente largo.
La termodinámica establece una estructura conceptual idealizada que puede resumirse mediante un esquema formal de definiciones y postulados. Los estados termodinámicos se encuentran entre los objetos o nociones fundamentales o primitivos del esquema, para los cuales su existencia es primaria y definitiva, en lugar de derivarse o construirse a partir de otros conceptos.
Un sistema termodinámico no es simplemente un sistema físico. Más bien, en general, infinitos sistemas físicos alternativos diferentes comprenden un sistema termodinámico dado, porque en general un sistema físico tiene muchísimas más características microscópicas de las que se mencionan en una descripción termodinámica. Un sistema termodinámico es un objeto macroscópico, cuyos detalles microscópicos no se consideran explícitamente en su descripción termodinámica. El número de variables de estado necesarias para especificar el estado termodinámico depende del sistema y no siempre se conoce antes del experimento; generalmente se encuentra a partir de evidencia experimental. El número es siempre dos o más; por lo general, no es más de una docena. Aunque el número de variables de estado se fija mediante el experimento, queda la elección de cuál de ellas utilizar para una descripción conveniente particular; un sistema termodinámico dado se puede identificar alternativamente mediante varias elecciones diferentes del conjunto de variables de estado. La elección generalmente se hace sobre la base de las paredes y el entorno que son relevantes para laProcesos termodinámicos que se deben considerar para el sistema. Por ejemplo, si se pretende considerar la transferencia de calor para el sistema, entonces una pared del sistema debe ser permeable al calor, y esa pared debe conectar el sistema a un cuerpo, en los alrededores, que tenga una temperatura invariable en el tiempo definida.
Para la termodinámica de equilibrio, en un estado termodinámico de un sistema, su contenido está en equilibrio termodinámico interno, con flujos cero de todas las cantidades, tanto internas como entre el sistema y el entorno. Para Max Planck, la característica principal de un estado termodinámico de un sistema que consta de una sola fase, en ausencia de un campo de fuerza impuesto externamente, es la homogeneidad espacial. Para termodinámica fuera del equilibrio, un conjunto adecuado de identificación de variables de estado incluye algunas variables macroscópicas, por ejemplo, un gradiente espacial de temperatura distinto de cero, que indican una desviación del equilibrio termodinámico. Tales variables de estado de identificación de no equilibrio indican que algún flujo distinto de cero puede estar ocurriendo dentro del sistema o entre el sistema y los alrededores.

## Variables de estado y funciones de estado
Un sistema termodinámico se puede identificar o describir de varias formas. Más directamente, puede identificarse mediante un conjunto adecuado de variables de estado. De manera menos directa, se puede describir mediante un conjunto adecuado de cantidades que incluye variables de estado y funciones de estado.
La identificación primaria u original del estado termodinámico de un cuerpo de materia es mediante cantidades físicas ordinarias directamente mensurables. Para algunos propósitos simples, para un cuerpo dado de constitución química dada, un conjunto suficiente de tales cantidades es "volumen y presión".
Además de las variables físicas ordinarias directamente medibles que originalmente identifican un estado termodinámico de un sistema, el sistema se caracteriza por otras cantidades llamadas funciones de estado, que también se denominan variables de estado, variables termodinámicas, cantidades de estado o funciones de estado. Están determinados de forma única por el estado termodinámico tal como ha sido identificado por las variables de estado originales. Hay muchas funciones estatales de este tipo. Algunos ejemplos son energía interna, entalpía, energía libre de Helmholtz, energía libre de Gibbs, temperatura termodinámica y entropía. Para un cuerpo dado, de una constitución química dada, cuando su estado termodinámico ha sido completamente definido por su presión y volumen, entonces su temperatura se determina de forma única. La temperatura termodinámica es un concepto específicamente termodinámico, mientras que las variables de estado originales directamente medibles se definen mediante mediciones físicas ordinarias, sin referencia a conceptos termodinámicos; por esta razón, es útil considerar la temperatura termodinámica como una función de estado.
El paso de un estado termodinámico inicial dado a un estado termodinámico final dado de un sistema termodinámico se conoce como proceso termodinámico; por lo general, se trata de una transferencia de materia o energía entre el sistema y el entorno. En cualquier proceso termodinámico, cualesquiera que sean las condiciones intermedias durante el paso, el cambio respectivo total en el valor de cada variable de estado termodinámico depende solo de los estados inicial y final. Para un proceso idealizado continuo o cuasi estático, esto significa que los cambios incrementales infinitesimales en tales variables son diferenciales exactos. Juntos, los cambios incrementales a lo largo del proceso, y los estados inicial y final, determinan completamente el proceso idealizado.
En el ejemplo simple más comúnmente citado, un gas ideal, las variables termodinámicas serían tres de las siguientes cuatro: cantidad de sustancia, presión, temperatura y volumen. Por tanto, el estado termodinámico se distribuiría en un espacio de estados tridimensional. La variable restante, así como otras cantidades como la energía interna y la entropía, se expresarían como funciones de estado de estas tres variables. Las funciones estatales satisfacen ciertas restricciones universales, expresadas en las leyes de la termodinámica, y dependen de las peculiaridades de los materiales que componen el sistema concreto.
Se han desarrollado varios diagramas termodinámicos para modelar las transiciones entre estados termodinámicos.

## Propiedades que definen un estado termodinámico
- La temperatura (T) representa la energía cinética promedio de las partículas de un sistema. Es una medida de cuán caliente o frío está un sistema.
- La presión (P) es la fuerza que ejercen las partículas de un sistema sobre una unidad de área de las paredes del recipiente.
- El volumen (V) se refiere al espacio que ocupa el sistema.
- La composición define la cantidad de cada componente presente en sistemas con más de un componente (por ejemplo, mezclas).

## Estado de equilibrio
Los sistemas físicos que se encuentran en la naturaleza son prácticamente siempre dinámicos y complejos, pero en muchos casos, los sistemas físicos macroscópicos son susceptibles de descripción basada en la proximidad a las condiciones ideales. Una de esas condiciones ideales es la de un estado de equilibrio estable. Tal estado es un objeto primitivo de la termodinámica clásica o de equilibrio, en el que se denomina estado termodinámico. Basándose en muchas observaciones, la termodinámica postula que todos los sistemas que están aislados del entorno externo evolucionarán para acercarse a estados de equilibrio estable únicos. Hay varios tipos diferentes de equilibrio, correspondientes a diferentes variables físicas, y un sistema alcanza el equilibrio termodinámico cuando se satisfacen simultáneamente las condiciones de todos los tipos relevantes de equilibrio. A continuación se enumeran algunos tipos diferentes de equilibrio:
- Equilibrio térmico: cuando la temperatura en todo un sistema es uniforme, el sistema está en equilibrio térmico.
- Equilibrio mecánico: si en todos los puntos de un sistema dado no hay cambio de presión con el tiempo y no hay movimiento de material, el sistema está en equilibrio mecánico.
- Equilibrio de fase: ocurre cuando la masa de cada fase individual alcanza un valor que no cambia con el tiempo.
- Equilibrio químico: en equilibrio químico, la composición química de un sistema se ha asentado y no cambia con el tiempo.

## Diagramas de fase
La representación gráfica del conjunto de estados termodinámicos que puede asumir un sistema cuando varían determinadas cantidades termodinámicas (por ejemplo temperatura, presión, volumen y composición) se produce a través de diagramas de fase.